# Amstelpark
Het Amstelpark is een stadspark, buurt en straat in Amsterdam-Zuid.

## Ligging
Het park ligt tussen de westelijke oever van de Amstel (Amsteldijk) en de bebouwing van Buitenveldert met op de grens de Europaboulevard. Aan de noordzijde wordt het begrensd door de (afslag van /toerit naar) Ringweg Zuid. Aan de zuidzijde vormt De Borcht de grens. Het ligt dichtbij station Amsterdam Rai en de keerlus van tramlijn 4.
Een deel van het park behoorde oorspronkelijk tot de hofstede Amstelrust. Sinds 1987 was het Amstelpark ingedeeld bij stadsdeel Buitenveldert, tussen 1998 en 2010 was dit Zuideramstel, sindsdien stadsdeel Zuid.
Amstelpark is tevens de naam van de buurt in de onmiddellijk omgeving van het park met adressen aan de Amsteldijk (huisnummers 316, 319, 320, 355), Amstelpark (1-23) en De Borcht (10).

## Geschiedenis
De naam Amstelpark was al eerder in gebruik. Het ging toen om een groenstrook tussen de Rivierenlaan en de Amstel, daar waar later een park kwam met de naam Martin Luther Kingpark. De naam van het park in Buitenveldert werd vastgesteld in 1971, maar omdat er vooruit geplant moest worden (aangroei van flora) gaat de geschiedenis verder terug. Zo waren de rododendrons voor het Amstelpark al drie jaar in de groei. Het park werd in de periode daar voorafgaand aangelegd voor de Floriade van 1972 door tuin- en landschapsarchitect Egbert Mos van de Dienst der Publieke Werken. Ook een deel van het Beatrixpark en de Amstelhal van de RAI Amsterdam maakte deel uit van die tuinbouwtentoonstelling. Deze werden door middel van het nog ongebruikte en speciaal eerder aangelegd zuidelijk dijklichaam en viaduct over de Europaboulevard van de latere Ringweg Zuid ongelijkvloers met het park verbonden. De bomen voor dit park werden overal vandaan gehaald, zo is een deel afkomstig uit het Amsterdamse Bos, dat toen een overschot aan bomen had. Na de sluiting van de Floriade in 1972 bleef een relatief groot park over, het is met 45 hectare net iets kleiner dan het Vondelpark. Een groot deel van de voorzieningen die voor het evenement waren aangelegd bleef gehandhaafd. Hiertoe behoren de Amsteltrein (een smalspoortreintje), een doolhof, een rosarium, een oranjerie, "het Glazen Huis", kassen, een midgetgolfbaan, de Rododendronvallei, het Verlaten land, Parkgalerie Papillon en een grote speeltuin voor kinderen. De kabelbaan, de panoramagondels en de rondvaartboten waren echter al snel weg. Van 1974 tot 2001 was er ook een bassin met zeehonden Dolf en Else te vinden. Na het overlijden van Dolf is Else verhuisd naar Ouwehands Dierenpark.

## Bezienswaardigheden
In en om het Amstelpark is een aantal artistieke, architectonische en bouwkundige kunstwerken te zien, waaronder een aantal in de categorie toegepaste kunst.

### Inrichting
| Object   | Omschrijving | Afbeelding |
| -------- | --- | ---------- |
| Molen    | Het rijksmonument Riekermolen staat sinds 1961 aan de zuidkant van het park |            |
| Gebouw   | Het glazen huis, een gebouw grotendeels opgetrokken met glas ontworpen door Frans van Gool en Nol Oyevaar |            |
| Gebouw   | Rietveldhuis; gebouw in de stijl van Gerrit Rietveld |            |
| Gebouw   | Stadshoutpaviljoen (2014-2015) werd gebouwd naar een ontwerp van architect Florian Eckhart; het park wenste een ontmoetingsplaats; het werd gebouwd in overleg met Stadshout, een organisatie die hergebruik van gekapte bomen nastreeft; het bestaat uit een open constructie met daklichten zodat het open karakter van de plek behouden blijft; op een betonnen plateau in een vijver staat een dragende constructie van iepenhout, waarop een houten dak rust bekleed met zink en glas (boven afgebeeld). Op het podium staat een piano, afgedekt met een rode regenjas ontworpen door Riesjart Bus (onder afgebeeld) |            |
| Tuin     | Japanse tuin |            |
| Tuin     | Rosarium (de foto toont het Ereplateau uit 1972 in het Beatrixpark) |            |
| Tuin     | Rododendronvallei |            |
| Tuin     | Doolhof |            |
| Trein    | Amsteltrein rijdt een rondje door het park |            |
| Trein    | Thomas de trein in het noorden van het park |            |
| Monument | Monument Rozenoord met monument van Ram Katzir |            |

### Kunst openbare ruimte
| Object        | Omschrijving | Afbeelding |
| ------------- | --- | ---------- |
| Beeld         | Rembrandt van Rijn, beeld van Han Wezelaar uit 1969 aan de zuidkant van het park |            |
| Beeld         | Stilte 2 (1973) , abstracte kunst van Henk Oddens; een horizontaal georiënteerd beeld op twee losse steenblokken |            |
| Beeld         | Madame Anna (1977); een marmeren vrouwentorso van Ton Hak |            |
| Info          | Een paal die het Normaal Amsterdams Peil aangeeft met daarbij de waterstanden van overstromingen van 1421 (Sint-Elisabethsvloed (1421)), 1916 (Stormvloed van 1916) en 1953 (Watersnood van 1953) |            |
| Beeld         | Watervang (1989), waterreservoir van Ine van Lith; een 7000 kg wegend beeld van deels gepolijst Belgisch hardsteen, dat vanaf 1989 te zien was op de kruising Europaboulevard en Drentestraat; bij herontwikkeling van dat gebied in 1997 werd het object herplaatst in het Amstelpark |            |
| Bouwsel       | Cabane (1980) van Pjotr Müller; een hut opgetrokken uit hardstenen blokken gesteund door een houten constructie; hut heeft geen ingang; in 2019 deels ingestort |            |
| Beeld         | Vrouwenkop (datum onbekend) van Marie José Muré, staande op een stenen zuil in een vijver |            |
| Zuilen        | Rome (1972), zestien Dorische zuilen van betonpoer en travertin; Italiaanse bijdrage aan de Floriade |            |
| Fontein       | Betonnen waterschijf in de rododendrontuin (1990); geschenk van de Heidemij na renovatie van de rododendronvallei |            |
| Omgeving      | Speelplaats van de zon van Mirjam Woltman; het bestond uit een verlichtingsmiddel boven een vijver omringd door boomstronken; deze laatste vergingen waardoor een deel van het kunstwerk verdween en werd opgeruimd, later verdween het gehele kunstwerk. |            |
| Beeld         | Abstract beeld Granieten blokken met staalplaat (1981) van Jan Mölling (Odoorn, 10 maart 1944 – Amsterdam, 5 juni 1987) |            |
| Beeld         | Buzzbench (zoembank, 2015) is toegepaste kunst van Annemarie van Splunter. Zij ontwierp een bank waar mensen kunnen zitten en uitrusten en die ook kan dienen als biotoop voor wilde bijen. Door de gekozen schelpvorm worden buitengeluiden gedempt terwijl binnen geluiden worden versterkt. Bijen kunnen hun nectar halen uit de dahlias in het dahliarama (dahliatuin). Het geheel is samengesteld uit natuurlijke materialen. |            |
| Beeld         | De Boekenpaal (2016) is een minibibliotheek gemaakt van stadshout (houtafval van Amsterdam) ontworpen door Riesjart Bus. Het is tevens een gedenkteken voor Max Lauteslager (1947-2015). Naast de paal staat een leesstoel. Bus maakte ook de regenjas voor de piano in het park. |            |
| Beeldengroep  | Familie (1975) van Ubbo Scheffer; driedelige beeldengroep, waarin ouders en kinderen te herkennen zijn, bestaat uit cilinder- en bolvormen |            |
| Kompaal       | Een kompaal |            |
| Beeld         | Pacific (1995) van Nic Jonk; een weergave van een meermin en walvis die een zon vasthouden; Jonk kreeg er inspiratie voor tijdens een verblijf in Californië. Het beeld stond vanaf 1995 op het Marie Heinekenplein, maar bij herinrichting verhuisde het in overleg met de Stichting Museum en Beeldentuin Nic Jonk naar het Amstelpark en staat in de vijver voor Madame Anna van Ton Hak.                                       |            |
| Entree        | Entree Amsteldijk (2011) van Krijn de Koning |            |
| Entree        | Entree Rozenoordbrug (2006) van Carel Lanters nabij de Rijksweg 10 |            |
| Entree        | Big talk (2006) van Wim Poppinga (noordzijde) |            |
| Entree        | Entree De Borcht (2006) van Joost Conijn |            |
| Entree        | Rode brug (2006) van Stefan Strauss aan de Europaboulevard |            |
| Zitelement    | Ronde zitelementen met reliëf verspreid over het park |            |
| Zitelementen  | Social sofa’s verspreid over het park |            |
| Mozaïekeieren | Mozaïekballen- en eieren verspreid over het park |            |

### Bruggen
Het park wordt omringd door watergangen die meehelpen het park 's nachts te kunnen afsluiten.      
| Object   | Omschrijving | Afbeelding |
| -------- | --- | ---------- |
| Brug 482 | Curieuze brug naar het doolhof, ontworpen door Frans van Gool; de enige dubbeldeksbrug van Amsterdam                                        |            |
| Brug 821 | Nabij toegang De Borcht |            |
| Brug 836 | Eerder genoemde Rode brug |            |
| Brug 838 | Ben Ali Libibrug, brede brug in het park |            |
| Brug 839 | Brug tussen park en speeltuin |            |
| Brug 840 | Hoofdingang aan Europaboulevard met plastieken                                                                                              |            |
| Brug 841 | Afgesloten ingang nabij speeltuin |            |
| Brug 844 | Brug met verspringende houten platforms |            |
| Brug 845 | Deze brug is een bijna geheel van hout brug in een smal voetpad in een bosgedeelte; haar overspanning wordt gedragen door een betonnen juk. |            |